# Overexposed Tour
 (février 2017).
Tournées par Maroon 5
Hands All Over Tour (2010–2011) Maroon V Tour (2015–2017)
Overexposed Tour est la 4e tournée mondiale du groupe de pop rock américain Maroon 5. Cette tournée sert à promouvoir leur quatrième album Overexposed. Elle passe par l'Amérique du Nord et du Sud, l'Europe, l'Asie et, pour la première fois, l'Océanie.

## Set lits
1. Payphone
2. Makes Me Wonder
3. Lucky Strike
4. Sunday Morning
5. If I Never See Your Face Again
6. Wipe Your Eyes
7. Won't Go Home Without You
8. Love Somebody
9. Harder to Breathe
10. Wake Up Call
11. One More Night
12. Hands All Over
13. Misery
14. This Love
15. Stereo Hearts
16. She Will Be Loved
17. Daylight
18. Moves like Jagger

## Actes d'ouverture
- c2c (Brésil)
- Javier Colon (Argentine, Pérou, Paraguay)
- The Cab (Asie, Australie)
- Neon Trees (Amérique du Nord)
- Owl City (Amérique du Nord)
- Evermore (Australie)
- PJ Morton (Europe)
- Robin Thicke (Europe)

## Dates de la tournée
| Date                       | Ville               | Pays         | Lieu                                 |
| -------------------------- | ------------------- | ------------ | ------------------------------------ |
| Étape 1 - Amérique du Nord |                     |              |                                      |
| 21 juillet 2012            | State Line          | États-Unis   | Harvey Outdoor Arena                 |
| 14 août 2012               | Monterey            | Mexique      | Monterrey Arena                      |
| 16 août 2012               | Mexico              | Mexique      | Arena Ciudad de México               |
| 17 août 2012               | Guadalajara         | Mexique      | Auditorio Telmex                     |
| 21 août 2012               | Mexico              | Mexique      | Arena Ciudad de México               |
| Étape 2 - Amérique du Sud  |                     |              |                                      |
| 24 août 2012               | Curitiba            | Brésil       | Expotrade Arena                      |
| 25 août 2012               | Rio de Janeiro      | Brésil       | HSBC Arena                           |
| 26 août 2012               | São Paulo           | Brésil       | Arena Anhembi                        |
| 28 août 2012               | Lima                | Pérou        | Stade Monumental                     |
| 29 août 2012               | Santiago            | Chili        | Movistar Arena                       |
| 31 août 2012               | Buenos Aires        | Argentine    | Ricardo Etcheverri                   |
| 1er septembre 2012         | Asuncion            | Paraguay     | Jockey Club del Paraguay             |
| Étape 3 - Asie             |                     |              |                                      |
| 14 septembre 2012          | Busan               | Corée du Sud | Sajik Arena                          |
| 15 septembre 2012          | Séoul               | Corée du Sud | Jamsil Sports Complex                |
| 18 septembre 2012          | Manille             | Philippines  | Smart Araneta Coliseum               |
| 20 septembre 2012          | Kuala Lumpur        | Malaisie     | Stade Shah Alam                      |
| 22 septembre 2012          | Singapour           | Singapour    | Fort Canning Park                    |
| 25 septembre 2012          | Shanghai            | Chine        | Mercedes-Benz Arena                  |
| 27 septembre 2012          | Hong Kong           | Hong Kong    | AsiaWorld-Arena                      |
| 29 septembre 2012          | Taipei              | Taïwan       | TWTC Nangang Exhibition Hall         |
| 2 octobre 2012             | Tokyo               | Japon        | Budokan Hall                         |
| 4 octobre 2012             | Jakarta             | Indonésie    | Istora Senayan                       |
| 5 octobre 2012             | Jakarta             | Indonésie    | Istora Senayan                       |
| 8 octobre 2012             | Bangkok             | Thaïlande    | Impact Arena                         |
| Étape 4 - Océanie          |                     |              |                                      |
| 12 octobre 2012            | Melbourne           | Australie    | Rod Laver Arena                      |
| 13 octobre 2012            | Sydney              | Australie    | Sydney Entertainment Centre          |
| Étape 5 - Amérique du Nord |                     |              |                                      |
| 29 décembre 2012           | Las Vegas           | États-Unis   | Mandalay Bay Arena                   |
| 30 décembre 2012           | Las Vegas           | États-Unis   | Mandalay Bay Arena                   |
| 13 février 2013            | Columbus            | États-Unis   | Schottenstein Center                 |
| 14 février 2013            | Détroit             | États-Unis   | The Palace of Auburn Hills           |
| 16 février 2013            | New York            | États-Unis   | Madison Square Garden                |
| 17 février 2013            | Manchester          | États-Unis   | Verizon Wireless                     |
| 19 février 2013            | Toronto             | Canada       | Centre Air Canada                    |
| 20 février 2013            | Montréal            | Canada       | Centre Bell                          |
| 22 février 2013            | Uncasville          | États-Unis   | Mohegan Sun Arena                    |
| 23 février 2013            | East Rutherford     | États-Unis   | Izod Arena                           |
| 25 février 2013            | Grand Rapids        | États-Unis   | Van Andel Arena                      |
| 27 février 2013            | Kansas City         | États-Unis   | Sprint Center                        |
| 1er mars 2013              | Moline              | États-Unis   | I Wireless Center                    |
| 3 mars 2013                | Omaha               | États-Unis   | CenturyLink Center                   |
| 4 mars 2013                | Saint Paul          | États-Unis   | Xcel Energy Center                   |
| 7 mars 2013                | Calgary             | Canada       | Scotiabank Saddledome                |
| 9 mars 2013                | Vancouver           | Canada       | Rogers Arena                         |
| 11 mars 2013               | Seattle             | États-Unis   | KeyArena at Seattle Center           |
| 13 mars 2013               | San José            | États-Unis   | SAP Center at San Jose               |
| 15 mars 2013               | Los Angeles         | États-Unis   | Staples Center                       |
| 16 mars 2013               | Las Vegas           | États-Unis   | Mandalay Bay Arena                   |
| 19 mars 2013               | Houston             | États-Unis   | Toyota Center                        |
| 21 mars 2013               | Dallas              | États-Unis   | American Airlines Arena              |
| 22 mars 2013               | Tulsa               | États-Unis   | BOK Center                           |
| 24 mars 2013               | Nashville           | États-Unis   | Bridgestone Arena                    |
| 26 mars 2013               | Birmingham          | États-Unis   | BJCC Arena                           |
| 27 mars 2013               | Atlanta             | États-Unis   | Philips Arena                        |
| 29 mars 2013               | Fort Lauderdale     | États-Unis   | BankAtlantic Center                  |
| 30 mars 2013               | Orlando             | États-Unis   | Amway Center                         |
| 1er avril 2013             | Jacksonville        | États-Unis   | Jacksonville Veterans Memorial Arena |
| 3 avril 2013               | Washington          | États-Unis   | Verizon Center                       |
| 4 avril 2013               | Philadelphie        | États-Unis   | Wells Fargo Center (Philadelphie)    |
| 6 avril 2013               | Rosemont            | États-Unis   | Allstate Arena                       |
| 26 avril 2013              | La Nouvelle-Orléans | États-Unis   | Fair Grounds Race Course             |
| Étape 6 - Europe           |                     |              |                                      |
| 8 janvier 2014             | Birmingham          | Royaume-Uni  | LG Arena                             |
| 10 janvier 2014            | Londres             | Royaume-Uni  | O2 Arena                             |
| 11 janvier 2014            | Londres             | Royaume-Uni  | O2 Arena                             |
| 13 janvier 2014            | Manchester          | Royaume-Uni  | Phones 4u Arena                      |
| 14 janvier 2014            | Glasgow             | Écosse       | The SSE Hydro                        |
| 16 janvier 2014            | Dublin              | Irlande      | The 02                               |
| 19 janvier 2014            | Paris               | France       | Palais Omnisports de Paris-Bercy     |
| 20 janvier 2014            | Amsterdam           | Pays-Bas     | Ziggo Dome                           |

1. ↑  « Maroon 5 Forced To Reschedule U.K. And Ireland Tour Dates », sur Contactmusic.com, 20 mai 2013 (consulté le 1er décembre 2023)